# Hybomys lunaris
Hybomys lunaris — вид гризунів родини мишевих (Muridae). Зустрічається в Демократичній Республіці Конго, Руанді та Уганді. Його природне місце проживання — субтропічні або тропічні вологі гірські ліси. Йому загрожує втрата середовища проживання.

## Морфологічна характеристика
Гризун невеликих розмірів, довжина голови й тулуба 108 мм, довжина хвоста 115 мм, довжина лапи 25 мм, довжина вуха 17 мм. Верх чорно-оливковий. Від плечей до основи хвоста тягнеться темна спинна смуга, а черевні частини жовтувато-бурі, з сіруватими основами волосся. Задня частина передніх кінцівок чорно-коричнева, а задня частина лап червонувато-коричнева. Хвіст довший за голову й тулуб, чорний зверху, світліший знизу і практично безшерстий.

## Поведінка
Це денний, наземний вид і хороший плавець.